# 剑叶鸢尾兰
剑叶鸢尾兰（学名：Oberonia ensiformis）为兰科鸢尾兰属下的一个种。

## 扩展阅读
- 維基物種上的相關：剑叶鸢尾兰